# Division I 1999-2000
La Division I 1999-2000 è stata la 97ª edizione della massima serie del campionato belga di calcio disputata tra il settembre 1999 e il maggio 2000 e conclusa con la vittoria del Anderlecht, al suo venticinquesimo titolo.
Capocannonieri del torneo furono Toni Brogno (Westerlo) e Ole Martin Årst (Gent) con 30 reti.

## Formula
Come nella stagione precedente le squadre partecipanti furono 18 e disputarono un turno di andata e ritorno per un totale di 34 partite.
Le ultime due classificate retrocedettero in Division 2.
Le società ammesse alle coppe europee furono sette: la squadra campione si qualificò alla UEFA Champions League 2000-2001, seconda e terza più la vincitrice della coppa nazionale alla Coppa UEFA 2000-2001 e altre due squadre alla coppa Intertoto 2000. Il settimo club ammesso fu il Lierse grazie al UEFA Fair Play ranking.

## Classifica finale
|    | Classifica         | G  | V  | N  | P  | GF | GS | Dif | Pt |
| -- | ------------------ | -- | -- | -- | -- | -- | -- | --- | -- |
| 1  | Anderlecht         | 34 | 22 | 9  | 3  | 86 | 36 | +50 | 75 |
| 2  | Club Bruges        | 34 | 21 | 4  | 9  | 70 | 32 | +38 | 67 |
| 3  | Gent               | 34 | 20 | 3  | 11 | 78 | 54 | +24 | 63 |
| 4  | R.E. Mouscron      | 34 | 16 | 9  | 9  | 67 | 45 | +22 | 57 |
| 5  | Standard Liegi     | 34 | 18 | 2  | 14 | 66 | 52 | +14 | 56 |
| 6  | Westerlo           | 34 | 16 | 8  | 10 | 73 | 66 | +7  | 56 |
| 7  | Germinal Beerschot | 34 | 16 | 7  | 11 | 56 | 45 | +11 | 55 |
| 8  | Genk               | 34 | 16 | 6  | 12 | 63 | 59 | +4  | 54 |
| 9  | Lierse             | 34 | 15 | 7  | 12 | 65 | 47 | +18 | 52 |
| 10 | Lokeren            | 34 | 12 | 11 | 11 | 56 | 58 | -2  | 47 |
| 11 | KV Mechelen        | 34 | 12 | 5  | 17 | 47 | 77 | -30 | 41 |
| 12 | Eendracht Aalst    | 34 | 11 | 4  | 19 | 53 | 72 | -19 | 37 |
| 13 | Sint-Truiden       | 34 | 10 | 7  | 17 | 41 | 65 | -24 | 37 |
| 14 | Harelbeke          | 34 | 10 | 5  | 19 | 56 | 72 | -16 | 35 |
| 15 | KSK Beveren        | 34 | 9  | 8  | 17 | 51 | 69 | -18 | 35 |
| 16 | Charleroi          | 34 | 7  | 10 | 17 | 42 | 62 | -20 | 31 |
| 17 | Verbroedering Geel | 34 | 5  | 13 | 16 | 32 | 60 | -28 | 28 |
| 18 | KFC Lommel         | 34 | 5  | 12 | 17 | 35 | 66 | -31 | 27 |

### Verdetti
- Anderlecht campione del Belgio 1999-2000.
- Verbroedering Geel e KFC Lommel retrocesse in Division II.